# Volker Lange

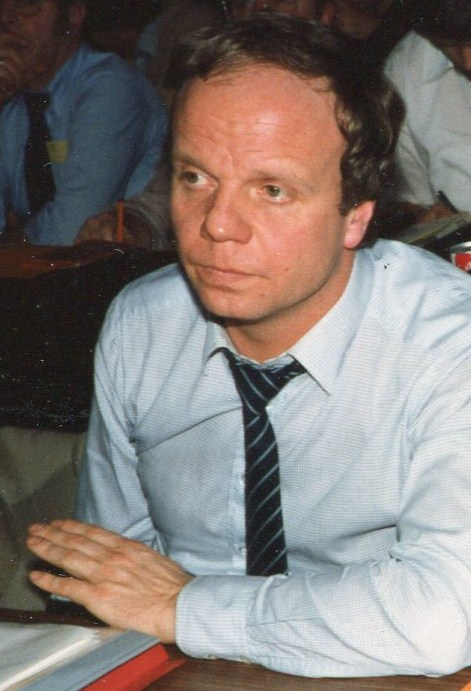
Senator Volker Lange 1981

Volker Lange (* 15. Dezember 1943 in Bernburg (Saale)) ist ein deutscher Politiker (SPD) und ehemaliger Hamburger Senator.

## Leben und Politik
Im Jahr 1949 siedelte Volker Lange aus der DDR mit seinen Eltern in die Bundesrepublik Deutschland über nach Hamburg. Er spielte Fußball beim Eisenbahn SV Hamburg. Nach der Schulzeit studierte er an der Universität Hamburg Französisch und Sport auf Lehramt. Er arbeitete in den Jahren 1968 bis 1978 als Lehrer und später als Schulleiter in Hamburg.
Lange trat im Jahr 1968 der SPD bei und war Kreisvorsitzender der SPD Hamburg-Mitte. In den Jahren 1970/71 gehörte er der Bezirksversammlung Hamburg-Mitte an. Vom 16. Dezember 1971, als er nach dem Tod des Abgeordneten Otto Schwieger als nächstberufener Bewerber bis zum Ende der Wahlperiode 1974 das Bürgerschaftsmandat eines Senators ausübte, bis 1991 war er Abgeordneter der Hamburgischen Bürgerschaft. Während seiner Tätigkeit als Senator ruhte sein Bürgerschaftsmandat vom 28. Juni 1978 bis zum 8. Juni 1988.
Er war in den Jahren 1978 bis 1988 in verschiedenen Ämtern als Senator Mitglied der Landesregierung der Freien und Hansestadt Hamburg. In den Jahren 1978 bis 1982 war er als Bausenator, von 1982 bis 1987 als Senator für Wirtschaft, Verkehr und Landwirtschaft und in den Jahren 1987/88 als Innensenator tätig.
Im Juni 1990 wurde er zum Präsidenten des Verbands der Internationalen Kraftfahrzeughersteller (VDIK) gewählt. Ferner war er als Unternehmensberater tätig. Ab November 1995 war Lange unter dem Vereinsvorsitzenden Uwe Seeler Vizepräsident des Hamburger SV. Ende Mai 1997 trat Lange von dem Amt zurück. Vorwürfe, er habe sich mit Hilfe seiner Tätigkeit beim HSV persönlich bereichert, wies er als „Diffamierungskampagne“ zurück.